# Listă de procedee de înot

## Procedeepopulare
- Broasca - derivat din procedeul bras; seamănă cu mișcarea unei broaște.
- Câineasca - este un procedeu popular pe care oamenii l-au folosit imitând înotul câinilor
- Indiana - înotul pe o parte; se execută din poziția întins pe o latură
- Voiniceasca - un fel de craul cu capul permanent afară din apă și cu mișcare de picioare bras

## Procedee vechi
- Bras-pe-spate - asemănător procedeului bras, dar se execută în poziția pe spate; strămoșul procedeului spate
- Over - folosit pentrul transportul unor obiecte la suprafața apei, înotând cu o singură mână
- Trudgeon - a fost folosit înainte de procedeul craul

## Procedee actuale
În practică sunt recunoscute mai multe procedee de înot: craul sau craul pe piept, spate sau craul pe spate, fluture și bras.
- Bras- este un procedeu foarte utilizat pentru înotul de agrement și deosebit de util pentru înotul în scopuri utilitare sau militare
- Craul - este procedeul cu cea mai mare utilizare; mai este denumit și liber sau craul pe piept
- Fluture - sau delfin; se numește fluture sau delfin datorită mișcărilor fluturate, ondulatorii, ale întregului corp, mișcări asemănătoare loviturilor de coadă ale delfinului
- Spate - sau craul pe spate teoretic procedeul spate este cel mai ușor de învățat pentru că înotătorul are avantajul de a respira tot timpul.